# Juan Dalmau
Juan Manuel Dalmau Ramírez, né le 23 juillet 1973 à San Juan (Porto Rico), est un avocat et homme politique portoricain. Il est défenseur de l'indépendance de Porto Rico, membre du Parti indépendantiste portoricain dont il est secrétaire général. Il a été sénateur de Porto Rico (par cumul) pendant la période 2017-2021, et a été candidat au poste de gouverneur de Porto Rico plusieurs fois, au élections de 2012, 2020, et de 2024.

## Biographie
Juan Dalmau Ramírez est diplômé du lycée Colegio Notre Dame de Caguas. En 1995, il a obtenu son baccalauréat dès arts avec concentration en sciences politiques à l'université de Porto Rico (UPR) et trois ans plus tard, en 1998, il a obtenu son Juris Doctor de la même institution. Actuellement, il est secrétaire général du Parti indépendantiste portoricain et professeur à la Faculté de droit de l'Université interaméricaine. Juan Dalmau veut lutter, contre les avantages fiscaux, pour les personnes riches, arrivants à Porto Rico. En 2024, Juan Dalmau, candidat au poste de gouverneur à Porto Rico, arrive deuxième, ce qui fait de lui le premier candidat d'un parti autre que les deux principaux partis PNP et PDP, à Porto Rico à terminer deuxième aux élections générales. En avril 2025, Juan Dalmau a organisé une conférence à l’Université Harvard et une réunion universitaire à l’Université de Chicago pour la diaspora portoricaine aux États-Unis.